# اچ‌ام‌اس لندن (۱۸۴۰)
اچ‌ام‌اس لندن (۱۸۴۰) (به انگلیسی: HMS London (1840)) یک کشتی بود که طول آن ۲۰۵ فوت ۶ اینچ (۶۲٫۶۴ متر) بود. این کشتی در سال ۱۸۴۰ ساخته شد.